# Sheryl Morgan
Sheryl Morgan, född den 6 november 1983 är en jamaicansk friidrottare som tävlar i kortdistanslöpning.
Morgans genombrott kom när hon vid junior-VM 2002 blev bronsmedaljör på 400 meter på tiden 52,61. Som senior är hennes enda mästerskapsstart inomhus-VM 2003 då hon ingick i det jamaicanska lag som blev silvermedaljör på 4 x 400 meter. 

## Personliga rekord
- 400 meter - 52,31